# Fonction de production
En microéconomie, une fonction de production exprime la relation entre les facteurs de production d'une organisation et la quantité produite. Elle indique, sous forme d'équation ou de sa représentation graphique, ce qu'il est possible de produire à partir de différentes quantités et combinaisons de facteurs de production. En particulier, elle indique la production maximale possible par unité de temps à partir de n'importe quelle combinaison de facteurs de production, étant donné la dotation de facteurs et l'état de la technologie disponible. Pour chaque technologie de production, il est possible de construire des fonctions de production différentes.
Nous pouvons également définir une fonction de production comme la spécification du minimum d'intrants nécessaires à fabriquer une quantité donnée d'extrants, étant donné la technologie disponible.
La relation exprimée par la fonction de production est non monétaire, c'est-à-dire que la fonction lie une production en volume à des intrants en volume, sans tenir compte des prix et des coûts. D'autre part, une vaste littérature à propos du concept de monnaie dans la fonction de production existe depuis les années 1960.
Le concept de fonction de production a été inventé par l'économiste britannique Philip Wicksteed en 1894.

## Contraintes techniques des combinaisons de facteurs de production
La modélisation d'une fonction de production suppose que les facteurs de production (travail, capital, ressources naturelles, etc.) sont mesurables et homogènes. Si l'hypothèse d'homogénéité n'apparaît pas réaliste, ces catégories peuvent être affinées, par exemple en distinguant travail qualifié et travail non qualifié.
Une fonction de production n'est valable que pour une date donnée dans un état donné de technique. Autrement dit, le progrès technique modifie les fonctions de production.
Les économistes appellent clay clay les fonctions de production où les facteurs de production sont utilisés en proportion fixes ou complémentaires. De même, putty-putty désignent les fonctions de production à facteur toujours substituables.

## Forme mathématique
De manière générale, une fonction de production s'exprime sous la forme :
{\displaystyle Q=f(X_{1},X_{2},...,X_{n})\,}
où Q est la quantité produite et {\displaystyle X_{1},X_{2},...,X_{n}} sont les facteurs de production.
- Une fonction de production additive prend la forme : {\displaystyle Q=c+a_{1}\cdot X_{1}+a_{2}\cdot X_{2}+...+a_{n}\cdot X_{n}\,} où {\displaystyle c,\ a_{1},\ a_{2},\ ...,\ a_{n}} sont des constantes déterminées par la technologie. Dans ce cas, on dit que les facteurs sont parfaitement substituables.
- Une fonction de Cobb-Douglas prend la forme : {\displaystyle Q=c\cdot X_{1}^{a_{1}}\cdot X_{2}^{a_{2}}\cdot ...\cdot X_{n}^{a_{n}}\,}. Dans ce cas, on dit que les facteurs sont imparfaitement substituables.
- Une fonction de Leontieff prend la forme : {\displaystyle Q=min(X_{1}\cdot {a_{1}},X_{2}\cdot {a_{2}},...,X_{n}\cdot {a_{n}})\,}. Les facteurs de production sont complémentaires.
- Une fonction à élasticité de substitution constante prend la forme: {\displaystyle Q=F\cdot \left(a\cdot K^{r}+(1-a)\cdot L^{r}\right)^{\frac {1}{r}}}. Avec  {\displaystyle F} un paramètre de productivité, {\displaystyle a} un paramètre de partage et {\displaystyle r} = (s-1)/s avec s l'élasticité de substitution.

Souvent, on n'utilise que deux facteurs de production : le travail, noté L, et le capital, noté K. Ainsi, une fonction de Cobb-Douglas prend la forme : {\displaystyle Q=c\cdot K^{\alpha }\cdot L^{\beta }\,}.
Les rendements d'échelle constituent une propriété essentielle d'une fonction de production en liant la variation du volume des facteurs de production à celui de la quantité produite.

## Les différentes périodes
La période ultra-courte est lorsqu'il est impossible de modifier la quantité de facteurs de production employée : {\displaystyle Q=f({\bar {K}},{\bar {L}})\,}
La période courte est la situation où il est possible de modifier la quantité de certains facteurs de production employée. On considère généralement que le facteur Capital (K) est fixe et le facteur Travail (L) est variable à court terme ; {\displaystyle Q=f({\bar {K}},L)\,}
La période longue se définit lorsque tous les facteurs sont variables à technologie constante : {\displaystyle Q=f(K,L)\,}
La période ultra-longue est lorsqu'il est possible de modifier la technologie, ce qui signifie changer de fonction mathématique : {\displaystyle Q=g(K,L)\,}

## La fonction de production de court terme
La fonction de production de court terme est une fonction à une seule variable (un seul facteur de production) : {\displaystyle Q=\alpha f(L)\,} ou {\displaystyle \alpha } est une constante mesurant le capital fixe.

## La fonction de production de long terme
La fonction de production de long terme est une fonction à deux variables : {\displaystyle Q=f(K,L)\,}

## Loi des rendements décroissants
Lorsqu'on augmente un facteur variable en maintenant les autres facteurs fixes au-delà d'un seuil, le produit marginal physique devient décroissant. Cette loi n'exclut pas l'existence d'une première phase où les rendements seraient croissants. Aussi, cette loi ne fonctionne que si un facteur est variable. En effet, lorsque le facteur variable augmente, il y a de moins en moins de facteur fixe disponible par unité de facteur variable, et l'utilisation du facteur fixe devient de plus en plus intensive. 
Prenons l'exemple d'un champ à taille fixe (K) et d'agriculteurs en nombre variable (L) et croissant. Si on augmente sans cesse le nombre d'agriculteur sans augmenter la taille du champ, il arrivera un moment où les agriculteurs se 'marcheront dessus' et ne serviront plus à rien (leur rendement va chuter), si ce n'est à détruire leur espace de travail. 
L'intensité d'utilisation du facteur fixe (IUFT) = quantité de facteurs variables/quantité de facteurs fixes

## Lien avec la théorie de la répartition néoclassique
La théorie néoclassique de la répartition telle qu'elle est habituellement présentée (son origine remonte à J.B. Clark) est déduite de la fonction de production F(K,L), à rendements constants, "en supposant" que K, le « capital » et L, le « travail » sont donnés et pleinement employés. On en déduit alors que, si les  « facteurs de production » sont rémunérés en fonction de leur productivité marginale, les revenus engendrés par le travail ({\displaystyle LF_{L}'(K,L)}) et par le capital ({\displaystyle KF_{K}'(K,L)}) permettent d’acheter « exactement » le produit. Formellement, on a :
{\displaystyle F(K,L)=LF_{L}'(K,L)+KF_{K}'(K,L)}.

Ce résultat appelé "théorème de l’épuisement du produit" tendrait à prouver que le système capitaliste est « juste », puisque le fruit de la production se répartit entre ses facteurs selon leur « contribution » – {\displaystyle LF_{L}'(K,L)} pour le travail, {\displaystyle KF_{K}'(K,L)} pour le capital et qu'il est « efficace », puisque ces « facteurs » sont rémunérés à leur productivité marginale, comme dans le cas de l'équilibre de concurrence parfaite.
Cette théorie qui fut probablement à l'origine une réponse à la théorie de l'exploitation de Karl Marx n'est pas exempte de critique. Elle l'est en particulier pour l'arbitraire des hypothèses qui y sont posées. Ainsi, l'hypothèse centrale des rendements d'échelle constants se justifie difficilement, d'autant que, dans le modèle phare de la microéconomie néoclassique, la concurrence parfaite, les rendements décroissants sont nécessaires pour avoir des offres et des demandes définies. 
D'autre part, l'hypothèse consistant à supposer que les facteurs sont rémunérés en fonction de leur productivité marginale n'est aucunement justifiée par J-B Clark ou ses successeurs : elle est là aussi arbitraire.L'absence de justification des hypothèses de cette théorie devrait vraisemblablement amener à son abandon, elle reste pourtant reproduite et enseignée. Une raison de cette persistance pourrait être la confusion entre ce modèle et celui de la concurrence parfaite où une équation similaire ("le prix d'un input est égal à sa productivité marginale") est là non pas posée arbitrairement mais déduite du programme du producteur. On peut pourtant montrer que la ressemblance n'est que fortuite et superficielle, les deux modèles n'étant en effet pas compatibles et l'équation ne signifiant pas la même chose dans les deux théories (ce que montre notamment le fait que la causalité est inversée).